# Barbara Rittner
Barbara Rittner (Krefeld, 25 de abril de 1973) é uma ex-tenista profissional alemã.